# 金鳳蝶
金鳳蝶（Old World swallowtail）又名黄凤蝶、茴香凤蝶、胡萝卜凤蝶，是鳳蝶科中的一種蝴蝶，牠分佈在歐洲及亞洲的全北區，並北美洲。飛得很快，經常會停在花間吃花蜜。牠們出沒於高山的草原及山邊，更喜歡向山頂飛。在低地，牠們也會在花園出沒。

## 生命週期

### 卵
卵为圆球形，高约1 毫米，直径约1.2 毫米，表面光滑。

### 幼虫
幼虫分5龄。一龄幼虫，体长约2.5～6 毫米，头黑色，体有枝刺，腹背上有白斑；二龄幼虫，体长约6～10 毫米，头黑色有污白斑，体有枝刺，腹背上有白斑；三龄幼虫，体长约10～13 毫米，后期体上有黑色点条斑、白条斑、黄点斑，并有枝刺；四龄幼虫，体长约13～20 毫米，体上有黑色点条斑、白条斑、黄点斑，较光滑；五龄幼虫，体长约20～50 毫米，体上比4龄时更光滑。头小绿色，正面有A形黑纹，两侧各有2黑斑；体绿色，每节有黑色和绿色(或白色横纹)，其中l黑色横纹被黄色斑分割成黑色点状纹，形成体上3种颜色组成黑色点、条状斑、绿色（或白色）条状斑、黄色点状斑；足绿色，有黑色斑。

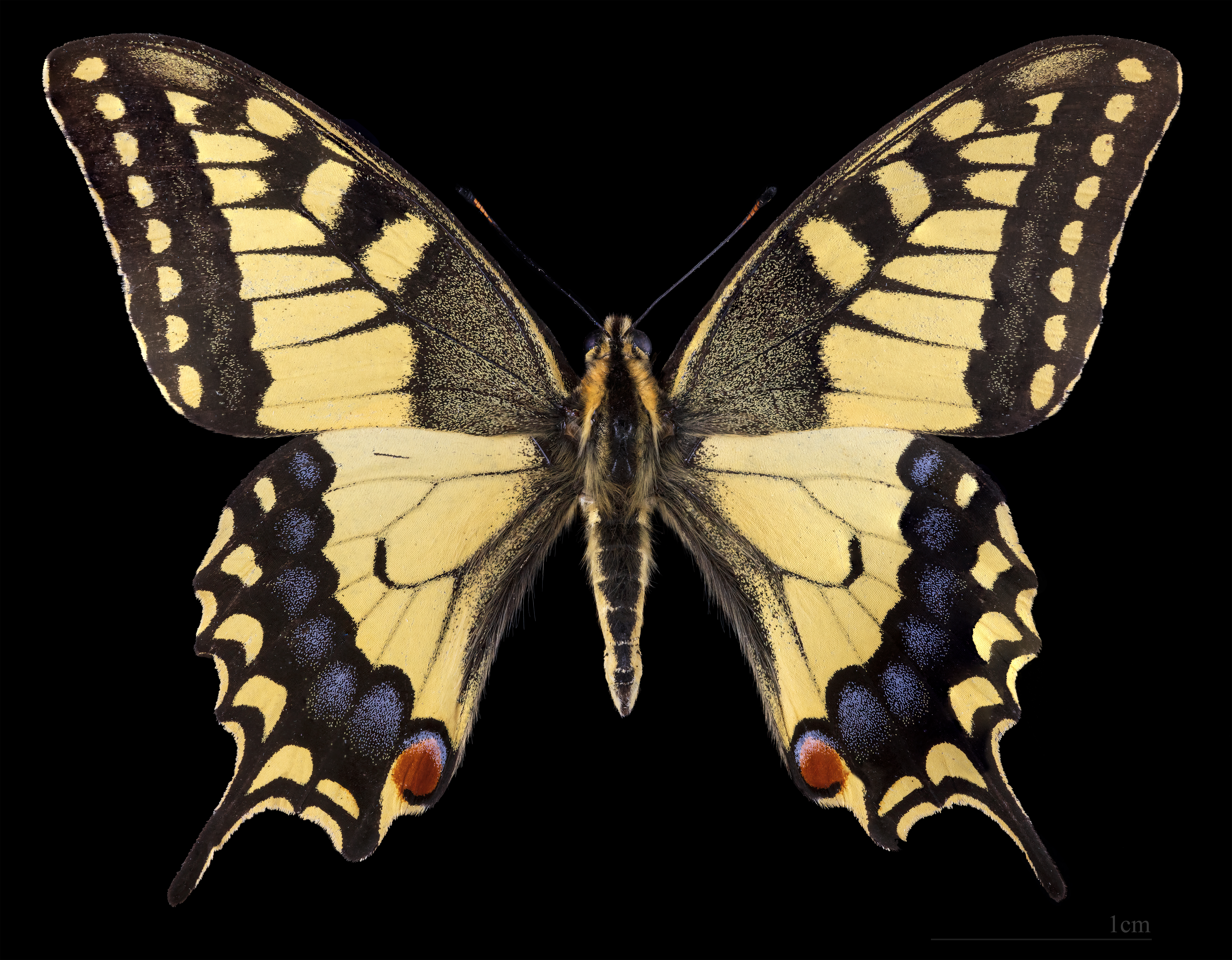
♂
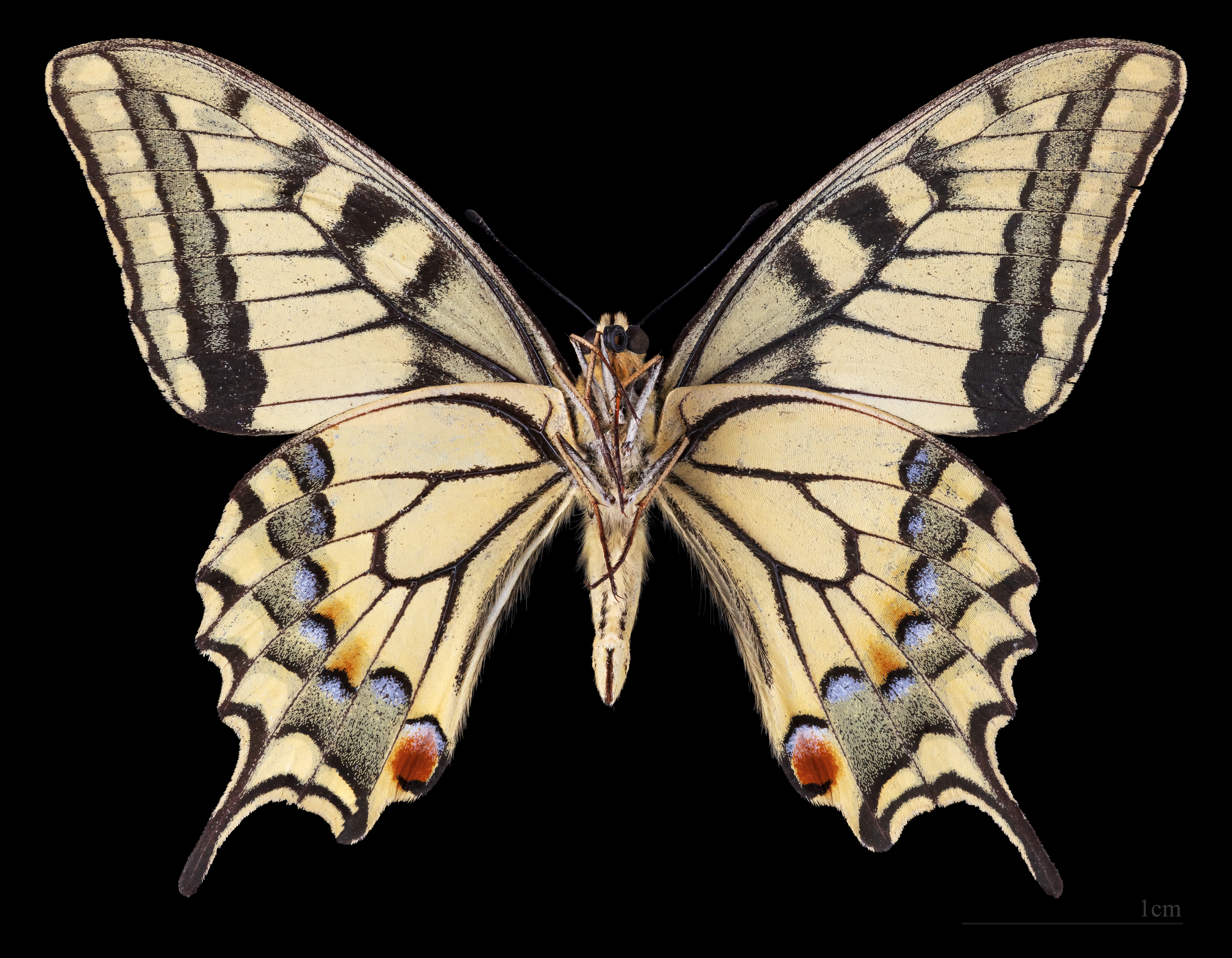
♂ △
♀

### 蛹
长33～35 毫米，最宽处约10～11 毫米；体草绿色，粗糙，顶部两尖突，胸部突起钝角；胸背有一大突起，从此向后有3纵黄色条纹（两侧明显，中间不明显）；腹面似有白粉层；气门淡土黄色，捆绑线细白色或褐色。

## 特徵
翅展74～95 毫米。翅黄色，前翅外缘有黑色宽带，宽带内嵌有8个黄色椭圆斑，中室端部有2个黑斑，翅基部1/3为黑色，宽带及基部黑色区上散生黄色鳞粉；后翅外缘黑色宽带嵌有6个黄色新月斑，其内方另有略呈新月形的蓝斑，臀角有1个赭黄色斑，大而明显，中间没有黑点。翅反面斑纹同正面，但色较浅。本种分春、夏两型。5-6月发生的为春型，个体较小；7-8月发生的为夏型，体型较大。

## 亞種
金鳳蝶有很多亞種：
- Papilio machaon aliaska Scudder, 1869
- Papilio machaon annae Gistel, 1857
- Papilio machaon archias Fruhstorfer, 1907
- Papilio machaon asiaticus Ménétriés, 1855
- Papilio machaon baijangensis Huang & Murayama, 1992
- Papilio machaon bairdii Edwards, 1866
- Papilio machaon birmanicus Rothschild, 1908
- Papilio machaon britannicus Seitz, 1907
- Papilio machaon brucei Edwards, 1893
- Papilio machaon centralis Staudinger, 1886
- Papilio machaon chinensis Verity, 1905
- Papilio machaon gorganus Fruhstorfer, 1922
- Papilio machaon hippocrates C. & R. Felder, 1864
- Papilio machaon hudsonianus Clark, 1932
- Papilio machaon kamtschadalus Alphéraky, 1897
- Papilio machaon kiyonobu Morita, 1997
- Papilio machaon kunkalaschani Eller, 1939
- Papilio machaon ladakensis Moore, 1884
- Papilio machaon lapponica Verity, 1911
- Papilio machaon machaon Linnaeus, 1758
- Papilio machaon mauretanica Verity, 1905
- Papilio machaon melitensis Eller, 1936
- Papilio machaon montanus Alphéraky, 1897
- Papilio machaon muetingi Seyer, 1976
- Papilio machaon neochinensis Sheljuzhko, 1913
- Papilio machaon oregonius Edwards, 1876
- Papilio machaon oreinus Sheljuzhko, 1919
- Papilio machaon orientis Verity, 1911
- Papilio machaon pikei Sperling, 1987
- Papilio machaon sachalinensis Matsumura, 1911
- Papilio machaon schapiroi Seyer, 1976
- Papilio machaon septentrionalis Verity, 1911
- Papilio machaon sikkimensis Moore, 1884
- Papilio machaon suroia Tytler, 1939
- 臺灣亞種 Papilio machaon sylvina Hemming, 1933
- Papilio machaon syriacus Verity, 1908
- Papilio machaon taliensis Eller, 1939
- Papilio machaon ussuriensis Sheljuzhko, 1910
- Papilio machaon verityi Fruhstorfer
- Papilio machaon weidenhofferi Seyer, 1976

## 分佈
金鳳蝶分佈在整個全北區，包括俄羅斯至中國及日本，遠至阿拉斯加、加拿大及美國。在亞洲，牠們分佈在巴基斯坦及克什米爾、北印度、尼泊爾、不丹及緬甸，最南至沙烏地阿拉伯、阿曼及也門的山區。
金鳳蝶亦廣泛分佈在歐洲地區，但在英國則只限東安格利亞的諾福克濕地。金鳳蝶是英國最大的固有種蝴蝶，君主斑蝶(Danaus plexippus)雖然稍大，但只是罕見的偶發性迷蝶。

## 棲息地
在克什米爾，金鳳蝶棲息在喜瑪拉雅山上海拔2000呎的山谷至1600呎的格爾瓦。在印度的喜馬偕爾邦及錫金邦，牠們分別棲息在海拔超過4000呎及8000呎的地方。
在低地，金鳳蝶會在3月至9月間飛舞。在高地，牠們則只在很短的夏天飛舞。
英國的P. m. brittanicus較其他的歐洲亞種寂靜。

## 保育狀況
金鳳蝶在歐亞大陸非常普遍，在物種層面並未有危害。但在南韓、奧地利及以往的蘇聯，牠們被列為易危。在奧地利、捷克、斯洛伐克及匈牙利已立例保護金鳳蝶的亞種P. m. machaon。英國方面雖然只有P. m. brittanicus，但法律仍保護所有亞種。在印度的P. m. verityi同樣受到保護。

## 醫藥用途
據《本草綱目》記載，金鳳蝶幼蟲製乾後，可治胃病，小腸疝氣等病症。

## 外部連結
- . BBC. （原始内容存档于2009-01-15）.
- Jim Asher et al The Millennium Atlas of Butterflies of Britain and Ireland Oxford University Press